# Berezniakí (Kamtxatka)
|  | Per a altres significats, vegeu «Berezniakí». |

Berezniakí (en rus: Березняки) és un poble (un possiólok) del krai de Kamtxatka, a Rússia, que el 2020 tenia 293 habitants. Pertany al districte de Iélizovo.